# Тхилайшвили, Александр Дурсунович
Александр Дурсунович Тхилайшвили (31 октября 1914, д. Хуцубани, Батумская область, Российская империя — ?) — советский государственный и партийный деятель.

## Биография
Окончил Грузинский сельскохозяйственный институт, с 1933 работал как агроном, потом старший агроном и руководитель отдела сельского хозяйства и заместитель председателя исполнительного комитета райсовета в Аджарской АССР. С 1943 года принадлежал к ВКП(б), с 1946 года был секретарем районного комитета Коммунистической Партии (большевиков) Грузии, в 1950—1953 был министром технических культур Аджарской АССР. Был слушателем Высшей партийной школы при ЦК КПСС, с 1953 по январь 1954 года — министр сельского хозяйства Аджарской АССР, с января 1954 по март 1961 — председатель Совета Министров Аджарской АССР, а с марта 1961 по 7 января 1975 — 1-й секретарь Аджарского обкома КПГ.
Был депутатом Верховного Совета СССР 6 созыва.

## Награды
Был награждён Орденом Ленина и Орденом Трудового Красного Знамени.